# Contea di Clay (Indiana)
La contea di Clay (in inglese Clay County) è una contea dello Stato USA dell'Indiana. Il nome le è stato dato in onore di Henry Clay, famoso statista statunitense. Al censimento del 2000 la popolazione era di 26 556 abitanti. Il suo capoluogo è Brazil.

## Geografia fisica
L'U.S. Census Bureau certifica che l'estensione della contea è di 933 km², di cui 926 km² composti da terra e 7 km² composti di acqua.

## Contee confinanti
- Contea di Parke, Indiana - nord
- Contea di Putnam, Indiana - nord-est
- Contea di Owen, Indiana - sud-est
- Contea di Greene, Indiana - sud
- Contea di Sullivan, Indiana - sud-ovest
- Contea di Vigo, Indiana - ovest

## Storia
La Contea di Clay venne costituita nel 1825.

## Città
- Brazil
- Carbon
- Center Point
- Clay City
- Harmony
- Knightsville
- Staunton